# 보리심
보리심(菩提心, Bodhicitta)은 불교에서 깨달음의 마음. 깨달음을 향한, 혹은 이미 깨달은 마음을 말한다.  여러 가지 명칭이 있으나 그것은 오직 한 마음이라는 뜻이다. 보리심이 일어났을 때 땅이 진동하며 부처님의 법좌까지도 진동한다고 한다. 불교에서는 모든 생명의 공통된 업으로 우주가 생긴 것이 라고 말한다.
보리심은 모든 중생들을 윤회의 고통으로부터 영원히 벗어나게 하기 의해 부처님의 깨달음을 얻으려는 염원(상대적 보리심),모든 것이 공 하다는 것을 이해하는 완전히 깨어난 마음(궁극적 보리심)을 말한다. 보리심을 일으키는 순간 윤회의 감옥에 갇혀 있는 불쌍한 분들도 부처님의 아들,딸이 되어 인간과 신들에게 예경의 대상이 된다.

## 같이 보기
- 보살계